# Chtěli jsme to nejlepší a dopadlo to jako vždycky

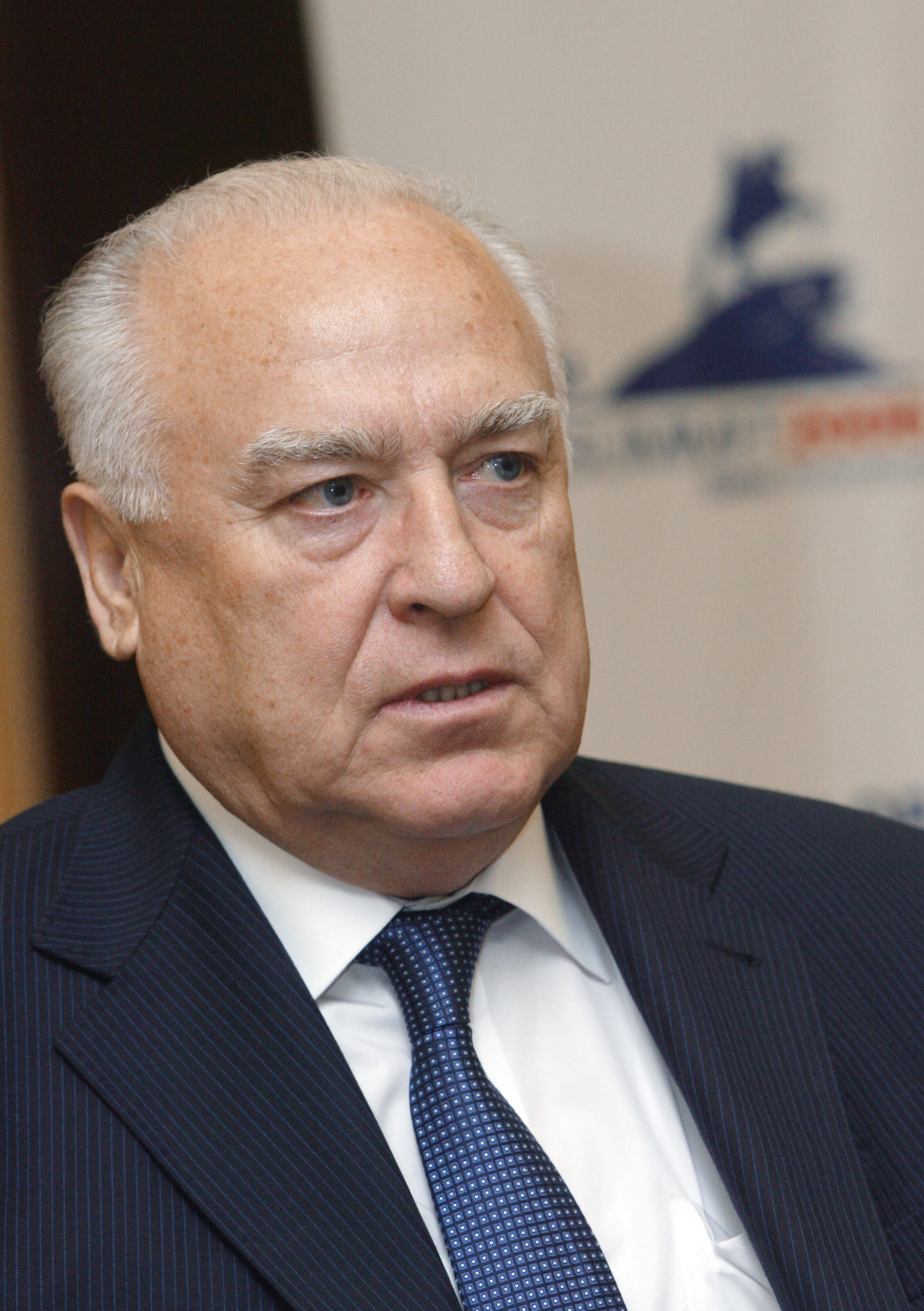
Viktor Černomyrdin

Chtěli jsme to nejlepší a dopadlo to jako vždycky, také Mysleli jsme to dobře, ale dopadlo to jako vždycky anebo Chtěli jsme to udělat co nejlíp, a dopadlo to jako vždycky (rusky Хотели как лучше, а получилось как всегда) je výrok ruského státníka Viktora Černomyrdina během tiskové konference 6. srpna 1993. Těmito slovy charakterizoval Černomyrdin měnovou reformu v roce 1993. Výrok se stal v ruském prostředí aforismem a zapsal se do zlatého fondu ruského folklóru.

## Popularita výroku
Výrok se zdál být v dobovém tisku nejprve nezaznamenán, ale už v červnu 1994 sloupkař listu Kommersant Maxim Sokolov výrok označil za epigraf ruského centralizovaného státu, v srpnu 1994 pak v dalším sloupku připomněl první výročí výroku. V prosinci 1994 pak v příloze listu Kommersant byl výrok označen za nejvtipnější výrok roku 1994 (sic).
V roce 1999 Jurij Michajlovič Lužkov uvedl: „S touto formulací už nemá smysl soutěžit. Dostala se do zlatého fondu ruského manažerského folklóru. Může být vyražena na frontonech vládních budov. Dnes zaujímá první místo, pokud jde o četnost citací."
Ruský historik a kulturolog Konstantin Dušenko v roce 2014 uvedl s odkazem na společnost Yandex, která provozuje internetový prohlížeč v ruštině, že slovní spojení je jedno z nejpopulárnějších a může s ním soupeřit jen výrok, které pronesl Vladimir Putin a dal by se přeložit do češtiny jako: „vraždit v hajzlu“ (rusky мочить в сортире).

## Alternativní původy tvrzení
Dle autorů z ruského webu Kompromat.ru větu poprvé nepronesl Černomyrdin, ale poslední předsrpnový předseda sovětské vlády Valentin Pavlov. Podle ruského historika a sběratele ruských aforismů Konstantina Dušenka však Pavlov pronesl jen část výroku.
Alternativy této věty se objevují už od 19. století. Už ruský anarchista a  publicista Petr Kropotkin v díle Deníky z různých let napsal: „Stát ve vztahu ke společnosti je posedlý zlozvyky a posedlý chtě nechtě: chceme co nejlépe, ale dopadlo to jako vždycky...“